# Joseph Cheeseman

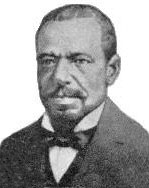
Joseph James Cheeseman (1843-1896)

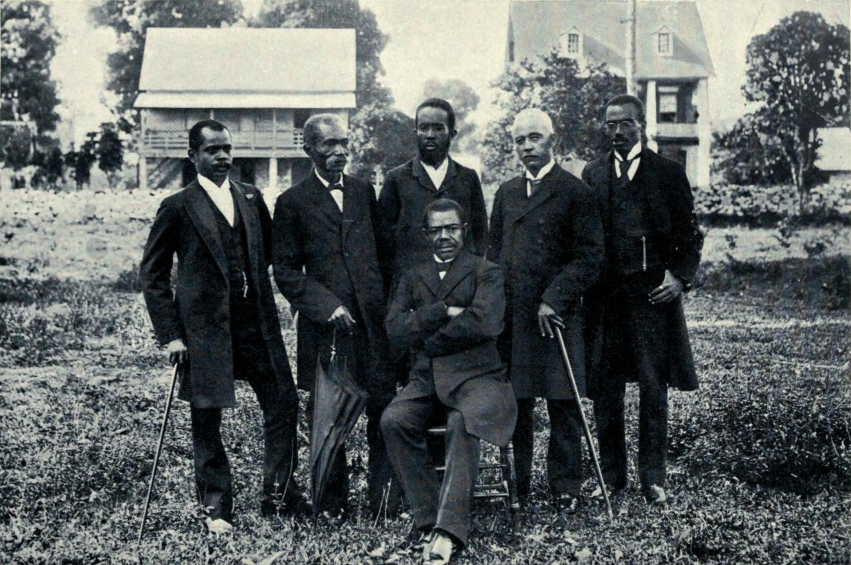
President Joseph James Cheeseman, zittend in het midden, geflankeerd door zijn ministers.

Joseph James Cheeseman (Edina, Grand Bassa County 7 maart 1843 - Monrovia 12 november 1896) was de twaalde president van Liberia van 4 januari 1892 tot zijn overlijden op 12 november 1896.

## Biografie
Hij studeerde aan het Liberia College en werd in 1868 als predikant van de Baptistische kerk bevestigd. Hij diende als pastor bij de baptistenkerk te Edina en was vervolgens superintendent van de Southern Baptist Mission in Liberia (1871) en president van Liberiaanse Conventie van Baptisten (1881-1896). Daarnaast was hij hoofd van de douane van Grand Bassa County (1872-1875) en vertegenwoordigde hij Grand Bassa in het Huis van Afgevaardigden van 1875 tot 1879. Van 1884 tot 1891 was hij werkzaam als rechter.
Cheeseman was presidentskandidaat voor de Republican Party in 1881 en nam het op tegen zittend president Anthony W. Gardiner van de True Whig Party. In 1883 was hij kandidaat voor het vicepresidentschap. In 1892 maakte hij de overstap naar de True Whig Party en werd gekozen tot president van Liberia. Tijdens zijn presidentschap was sprake van economische teruggang en nam de export van koffie, palmolie, rijst en suikerriet geleidelijk af. De oorlogen in het binnenland tegen verschillende stammen die zich weigerden te schikken naar het centrale bestuur in Monrovia waren zeer kostbaar en zorgden voor een gat in de begroting. Het lukte de overheid ook maar moeilijk om belastingen te innen. In 1892 sloot de Liberiaanse regering een verdrag met Frankrijk waarbij er voorlopig een einde kwam aan een grensconflict.
Joseph James Cheeseman overleed in het ambt op 12 november 1896 in Monrovia. Zijn vicepresident, William David Coleman, volgde hem op als president.